# Eurocopter EC-135

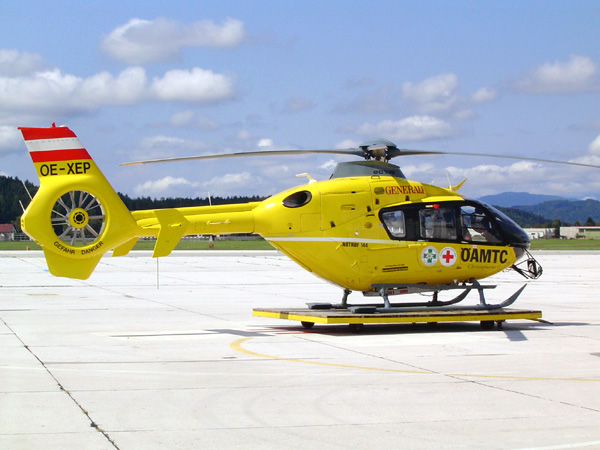
Een Eurocopter 135, gebruikt door een Oostenrijks mobiel medisch team

De EC-135 is een tweemotorige civiele helikopter, gebouwd door Airbus Helicopters. Hij wordt ruim gebruikt door politie- en brandweer- en ambulancediensten en voor executive-transport. Hij kan ook vliegen volgens instrument flight rules (IFR) en maakt gebruik van een 'Fenestron'-staartrotor.
Sinds Eurocopter in 2000 onderdeel werd van de Airbus Group wordt de EC-135 verkocht als Airbus H-135.

## Geschiedenis
De EC-135 bestond al voor de formatie van Eurocopter. Hij begon als de BO-108 van MBB midden jaren ‘80. Een technologiedemonstrator vloog voor het eerst op 15 oktober 1988, aangedreven door twee Allison 205-C20R-motoren. Een tweede BO-108 volgde op 5 juni 1991, dit keer met twee Turboméca TM319-1b Arriusmotoren. Beide modellen hadden een conventionele staartrotor.
Eind 1992 werd het toestel opnieuw ontworpen, nu met een 'Fenestron'-staartrotorsysteem. In tegenstelling tot andere helikopters zijn bij dit systeem de rotorbladen van de staartrotor opgenomen in de staart van het toestel, waardoor de risico's op een ongeluk significant kleiner worden, vooral tijdens moeilijke vluchten zoals die van een traumahelikopter. Dit rotorsysteem heeft er samen met de afmetingen van de romp voor gezorgd dat het toestel razend populair is onder de operators van traumahelikopters en afgeleiden.
Er werden twee pre-productietoestellen gebouwd die voor het eerst vlogen op 15 februari en 16 april 1994. De ene had Arrius 2B-motoren, en de andere Pratt & Whitney Canada PW206B-motoren. Een derde helikopter volgde op 28 november 1994.
De EC-135 maakte zijn debuut in de Verenigde Staten in januari 1995 op de Heli Expo in Las Vegas. Na meer dan zestienhonderd vlieguren werd een Europese JAA-certificatie verkregen op 16 juni 1995. FAA-certificatie volgde op 31 juli. De leveringen begonnen op 1 augustus toen twee helikopters (0005 en 0006) werden overhandigd aan de Deutsche Rettungsflugwacht.
De 100e EC-135 werd in juni 1999 aan de Beierse politie afgeleverd. Op dat moment hadden alle toestellen bij elkaar zo'n dertigduizend vlieguren op hun naam staan.
In de herfst van 2000 kondigde Eurocopter aan dat het bedrijf begonnen was aan de certificatieprocedure van een EC-135 met Pratt & Whitney PW206B-motoren. De certificatie werd met enige vertraging verkregen op 10 juli 2001 en de eerste EC-135 met de nieuwe motoren werd op 10 augustus 2001 aan de Zweedse nationale politie geleverd.

## Gebruik door overheid en hulpverleningsinstanties

### Politie
Voor gebruik door politieorganisaties kan de EC-135 worden uitgerust met externe luidsprekers, lierinstallatie aan linker- of rechterzijde, abseil-systemen, zoeklicht met laseraanwijzer en elektronische en/of optische sensoren.
In Nederland werden vanaf 2007 de zeven Bölkow BO-105’s van de Politie Luchtvaart Dienst (PLD) vervangen door zes EC-135's met registraties PH-PXA (roepnaam: ‘Police01’), PH-PXB (‘Police02’), PH-PXC (‘Police03’), PH-PXD (‘Police04’), PH-PXE (‘Police05’) en PH-PXF (‘Police06’) en drie grotere Agusta Westland AW139’s met registraties PH-PXX (‘Police24’) en PH-PXY (‘Police25’) en PH-PXZ (‘Police26’).  De PLD is gestationeerd op Schiphol-Oost.

### Medische diensten
De EC135 is zeer populair bij ambulance- en reddingsdiensten. In 2013 werd gerapporteerd dat ongeveer vijfentwintig procent van de helikopters die voor zulke diensten werd ingezet een EC135 was, en dat er meer dan vijfhonderd EC135's waren afgeleverd in een aeromedische configuratie.
In Nederland heeft ANWB Medical Air Assistance (MAA) naast twee Eurocopter EC145 ambulancehelikopters zes Eurocopter EC-135’s in gebruik als traumahelikopter. Deze hebben de registraties PH-MMT, PH-ELP, PH-ULP, PH-HVB, PH-MAA, en PH-TTR.
Ze worden ingezet vanuit het VU medisch centrum in Amsterdam, Rotterdam The Hague Airport, Vliegbasis Volkel en Groningen Airport Eelde. De reservetoestellen staan in principe gestald op Lelystad Airport.
In België heeft het bedrijf Heliventure FTO NV sinds 2012 een Eurocopter EC135 T1 in dienst met naam MEDIC1.  Deze opereert als onafhankelijke medische helikopter voor diverse hospitalen en verzekeringsmaatschappijen.  Het toestel vloog tot 2020 onder de callsign D-HEOY maar is sinds 2021 geregistreerd als 9H-RSQ op de Maltese AOC van het bedrijf. 
In maart 2022 zal er in België een tweede EC135 in gebruik worden genomen. De oude MUG-helikopter, met standplaats Brugge, zal vervangen worden door een Eurocopter EC-135. Het toestel zou de huidige, een Eurocopter AS 355 Écureuil 2 dat sinds 2005 actief is als de OO-HSN, vanaf februari vervangen.

## Militair gebruik
De strijdkrachten van Australië, Brazilië, Gabon, Duitsland, Ierland, Japan, Marokko, Nigeria en Spanje hebben de EC-135 in gebruik.
Een militaire variant die voorzien kan worden van bewapening, de Eurocopter EC-635, is in gebruik bij de strijdkrachten van Irak, Jordanië en Zwitserland.